# توماز كوتش
توماز كوتش (بالبرتغالية: Thomaz Koch) مواليد 11 مايو 1945 في بورتو أليغري، هو لاعب كرة مضرب برازيلي سابق بدأ مسيرته كمحترف سنة 1968 وكان يلعب باليد اليسرى، اعتزل اللعب في 1985. كما أنه أحد أبطال الجراند سلام. أعلى تصنيف له في الفردي كان المركز الـ 12 في سنة 1967.

## بطولات حققها
- دورة رولان غاروس الدولية

## الميداليات
| الميدالية | المسابقة                    |
| --------- | --------------------------- |
| ذهبية     | دورة الألعاب الأمريكية 1967 |
| ذهبية     | دورة الألعاب الأمريكية 1967 |

## روابط خارجية
- توماز كوتش على موقع رابطة محترفي التنس (الإنجليزية)
- توماز كوتش على موقع الاتحاد الدولي لكرة المضرب (الإنجليزية)
- توماز كوتش على موقع كأس ديفيز (الإنجليزية)
- توماز كوتش على موقع خلاصة التنس.كوم (الإنجليزية)